# برنت‌آیلند
برنت‌آیلند (به انگلیسی: Burntisland) یک شهرک در اسکاتلند است که در فایف واقع شده‌است. برنت‌آیلند ۶٬۲۶۹ نفر جمعیت دارد.